# Oxyethira kelleyi
Oxyethira kelleyi är en nattsländeart som beskrevs av Harris in Harris och Armitage 1987. Oxyethira kelleyi ingår i släktet Oxyethira och familjen smånattsländor. Inga underarter finns listade i Catalogue of Life.